# Josh Wolff
Joshua David Wolff (Stone Mountain, Georgia, Estados Unidos, 25 de febrero de 1977), más conocido como Josh Wolff, es un exfutbolista y entrenador estadounidense. Actualmente está sin club.
Como futbolistas, jugaba de delantero y su último club fue el D.C. United de la Major League Soccer. Fue internacional absoluto por Estados Unidos entre 1999 y 2008, donde disputó 52 encuentros y anotó dos goles, además ganó las Copas de Oro de 2002 y 2005.

## Carrera como jugador

### Inicios
Nacido en Stone Mountain, Georgia, Wolff jugó tres años de fútbol universitario en la Universidad de Carolina del Sur, donde marcó 21 goles y ocho asistencias en 43 partidos. Jugó en Carolina del Sur con la futura estrella Clint Mathis. Además, Wolff jugó y fue capitán del equipo universitario de fútbol en Parkview High School, Lilburn, Georgia.

### Profesional
Después de su temporada junior, Wolff dejó la universidad y firmó con la Major League Soccer. La MLS asignó a Wolff al Chicago Fire. Estableció el récord de anotación de novatos de la MLS (junto con Jeff Cunningham, desde entonces roto por Damani Ralph) al anotar ocho goles, haciéndolo en solo 14 juegos con solo cuatro aperturas. Wolff jugó las siguientes cuatro temporadas para el Fire, anotando 24 goles, pero sufrió múltiples lesiones.
Antes del Superdraft de la MLS de 2003, el Fire cambió a Wolff, en un movimiento de reducción de costos, a los Kansas City Wizards a cambio de la tercera selección general, que el Fire usó para seleccionar a Nate Jaqua. El estadounidense se perdió la mayor parte de la temporada 2003 debido a lesiones. Se recuperó en 2004 al anotar diez goles y siete asistencias durante la temporada. Wolff anotó el primer gol de su carrera en los playoffs con un tiro penal durante la Copa MLS 2004. Marcó diez goles y diez asistencias en 2005.
En septiembre de 2006, Wolff tuvo una prueba con el club inglés Derby County. El equipo estaba lo suficientemente complacido con su desempeño como para ofrecer a la MLS una tarifa de transferencia de $500,000. Sin embargo, los funcionarios de inmigración británicos negaron a Wolff un permiso de trabajo basándose en el hecho de que no había jugado el 75% requerido de los partidos de la selección masculina de fútbol de Estados Unidos en los dos años anteriores.
Desde Inglaterra, Wolff viajó a Alemania para una prueba con el club de la 2. Bundesliga 1860 Múnich. El 6 de diciembre de 2006, los alemanes firmaron un contrato con Wolff hasta la temporada 2007-2008. Múnich pagó a la MLS una tarifa de transferencia de $191,000. Wolff se unió al equipo durante su campo de entrenamiento de mediados de invierno de enero de 2007, pero fue despedido al final de la temporada de 2008.
Wolff firmó con los Kansas City Wizards el 30 de junio de 2008. Al final de la temporada 2010 de la MLS, después de dos temporadas y media en Kansas City, el club rechazó la opción de contrato de Wolff. El 15 de diciembre de 2010, Wolff fue seleccionado por D.C. United en la Etapa 2 del Draft de Reingreso e inmediatamente firmó un contrato de un año con una opción de club para 2012.
Wolff anunció su retiro el 28 de noviembre de 2012 y se convirtió en entrenador asistente de tiempo completo en D.C. United.

## Selección nacional
También fue internacional con la selección de fútbol de los Estados Unidos, jugando 52 partidos y anotando 9 goles.

### Goles con la selección nacional
| #   | Fecha                   | Lugar                                         | Oponente     | Gol   | Resultado | Competición                     |
| --- | ----------------------- | --------------------------------------------- | ------------ | ----- | --------- | ------------------------------- |
| 1.  | 25 de octubre de 2000   | Los Ángeles, California, Estados Unidos       | México       | 2 – 0 | 2 – 0     | Amistoso                        |
| 2.  | 28 de febrero de 2001   | Columbus, Ohio, Estados Unidos                | Islas Caimán | 1 – 0 | 2 – 0     | Eliminatorias Mundial 2002      |
| 3.  | 25 de abril de 2001     | Kansas City, Misuri, Estados Unidos           | Costa Rica   | 1 – 0 | 1 – 0     | Eliminatorias Mundial 2002      |
| 4.  | 14 de noviembre de 2002 | Los Ángeles, California, Estados Unidos       | Costa Rica   | 2 – 0 | 2 – 0     | Copa de Oro de la Concacaf 2002 |
| 05. | 16 de mayo de 2002      | East Rutherford, Nueva Jersey, Estados Unidos | Jamaica      | 1 – 0 | 5 – 0     | Amistoso                        |
| 06. | 16 de mayo de 2002      | East Rutherford, Nueva Jersey, Estados Unidos | Jamaica      | 3 – 0 | 5 – 0     | Amistoso                        |
| 7.  | 20 de junio de 2004     | St. George's, Granada                         | Guatemala    | 2 – 1 | 3 – 2     | Eliminatorias Mundial 2006      |
| 8.  | 16 de junio de 2005     | Foxborough, Massachusetts, Estados Unidos     | Jamaica      | 1 – 0 | 3 – 1     | Copa de Oro de la Concacaf 2005 |
| 9.  | 12 de noviembre de 2005 | Glasgow, Escocia                              | Escocia      | 1 – 0 | 1 – 1     | Amistoso                        |

### Participaciones en Copas del Mundo
| Mundial                        | Sede                  | Resultado      |
| ------------------------------ | --------------------- | -------------- |
| Copa Mundial de Fútbol de 2002 | Corea del Sur / Japón | 4° de final    |
| Copa Mundial de Fútbol de 2006 | Alemania              | Fase de grupos |

## Carrera como entrenador
Después de una temporada en el cuerpo técnico de D.C. United, Wolff se unió al Columbus Crew en noviembre de 2013 y permaneció como entrenador asistente hasta 2018. En 2018, Wolff se unió al personal de la Selección de los Estados Unidos bajo la dirección de Gregg Berhalter.
El 23 de julio de 2019, se anunció que Wolff sería el primer entrenador del MLS equipo de expansión Austin FC, que comenzó a jugar con la temporada 2021.El 6 de octubre de 2024, después de cuatro temporadas, fue relevado de sus funciones luego de no clasificar a los play-offs por segundo año consecutivo.

## Clubes

### Como jugador
| Club                | País           | Año       |
| ------------------- | -------------- | --------- |
| Chicago Fire        | Estados Unidos | 1998-2002 |
| Kansas City Wizards | Estados Unidos | 2003-2006 |
| 1860 Múnich         | Alemania       | 2006-2008 |
| Kansas City Wizards | Estados Unidos | 2008-2010 |
| D.C. United         | Estados Unidos | 2011-2012 |

### Como entrenador
| Club                                    | País           | Año       |
| --------------------------------------- | -------------- | --------- |
| D.C. United (Asistente)                 | Estados Unidos | 2012-2013 |
| Columbus Crew SC (asistente)            | Estados Unidos | 2014-2018 |
| Selección de Estados Unidos (asistente) | Estados Unidos | 2019      |
| Austin FC                               | Estados Unidos | 2021-2024 |

## Estadísticas como entrenador
| Equipo                | Div.  | Temporada | Liga | Liga | Liga | Liga | Liga |    | Copa | Copa | Copa | Copa |   | Internacional | Internacional | Internacional | Internacional | Internacional |   | Otros | Otros | Otros | Otros |    | Totales     | Totales | Totales | Totales | Totales | Totales | Totales | Totales | Totales |
| Equipo                | Div.  | Temporada | PD   | G    | E    | P    | Pos. | PD | G    | E    | P    | PD   | G | E             | P             | Pos.          | PD            | G             | E | P     | PD    | G     | E     | P  | Rendimiento | GF      | GC      | Dif.    |         |         |         |         |         |
| --------------------- | ----- | --------- | ---- | ---- | ---- | ---- | ---- | -- | ---- | ---- | ---- | ---- | - | ------------- | ------------- | ------------- | ------------- | ------------- | - | ----- | ----- | ----- | ----- | -- | ----------- | ------- | ------- | ------- | ------- | ------- | ------- | ------- | ------- |
| Austin Estados Unidos | 1.ª   | 2021      | 34   | 9    | 4    | 21   | 24.º | -  | -    | -    | -    | -    | - | -             | -             | -             | -             | -             | - | -     | 34    | 9     | 4     | 21 | 30.39%      | 35      | 56      | -21     |         |         |         |         |         |
| Austin Estados Unidos | 1.ª   | 2022      | 34   | 16   | 8    | 10   | 4.º  | 1  | 0    | 0    | 1    | -    | - | -             | -             | -             | 3             | 1             | 1 | 1     | 38    | 17    | 9     | 12 | 52.63%      | 70      | 57      | +13     |         |         |         |         |         |
| Austin Estados Unidos | 1.ª   | 2023      | 34   | 10   | 9    | 15   | 25.º | 2  | 1    | 0    | 1    | 4    | 1 | 0             | 3             | 1/8           | -             | -             | - | -     | 40    | 12    | 9     | 19 | 37.5%       | 55      | 66      | -11     |         |         |         |         |         |
| Austin Estados Unidos | 1.ª   | 2024      | 33   | 10   | 9    | 14   | Inc. | -  | -    | -    | -    | 3    | 2 | 0             | 1             | 1/16          | -             | -             | - | -     | 36    | 12    | 9     | 15 | 41.66%      | 41      | 50      | -9      |         |         |         |         |         |
| Austin Estados Unidos | Total | Total     | 135  | 45   | 30   | 60   | -    | 3  | 1    | 0    | 2    | 6    | 3 | 0             | 3             | -             | 3             | 1             | 1 | 1     | 148   | 50    | 31    | 67 | 40.76%      | 201     | 229     | -28     |         |         |         |         |         |
| 1. 2. 3.              |       |           |      |      |      |      |      |    |      |      |      |      |   |               |               |               |               |               |   |       |       |       |       |    |             |         |         |         |         |         |         |         |         |

#### Resumen por competiciones
| Competición                      | Partidos | Ganados | Empatados | Perdidos | Ganados % |
| -------------------------------- | -------- | ------- | --------- | -------- | --------- |
| MLS                              | 135      | 45      | 30        | 60       | 40.74%    |
| MLS Cup                          | 3        | 1       | 1         | 1        | 44.44%    |
| US Open Cup                      | 3        | 1       | 0         | 2        | 33.33%    |
| Liga de Campeones de la Concacaf | 2        | 1       | 0         | 1        | 50%       |
| Leagues Cup                      | 5        | 2       | 0         | 3        | 40%       |
| TOTAL                            | 148      | 50      | 31        | 67       | 40.76%    |

## Palmarés

### Campeonatos nacionales
| Título                   | Club                | País           | Año  |
| ------------------------ | ------------------- | -------------- | ---- |
| Lamar Hunt U.S. Open Cup | Chicago Fire        | Estados Unidos | 1998 |
| Copa MLS                 | Chicago Fire        | Estados Unidos | 1998 |
| Lamar Hunt U.S. Open Cup | Chicago Fire        | Estados Unidos | 2000 |
| Lamar Hunt U.S. Open Cup | Kansas City Wizards | Estados Unidos | 2004 |

### Copas internacionales
| Título                     | Club                        | País           | Año  |
| -------------------------- | --------------------------- | -------------- | ---- |
| Copa de Oro de la Concacaf | Selección de Estados Unidos | Estados Unidos | 2002 |
| Copa de Oro de la Concacaf | Selección de Estados Unidos | Estados Unidos | 2005 |